# خرابانان عليا
خرابانان عليا (بالفارسية: خرابانان علیا) هي قرية تقع في Sarab Rural District في إيران. يقدر عدد سكانها بـ 178 نسمة بحسب إحصاء 2016.